# Göran Kropp
Pour les articles homonymes, voir Kropp (homonymie).
Göran Kropp, né le 11 décembre 1966 à Eskilstuna (Suède) et mort le 30 septembre 2002 à Vantage (États-Unis), est un aventurier et alpiniste suédois. 
Il est connu pour avoir atteint le sommet de l'Everest le 23 mai 1996 sans assistance, sans porteur, sans bouteille d'oxygène et en solo, faisant le voyage aller-retour depuis la Suède à vélo,.

## Biographie

### Jeunesse
En 1972, à l'âge de 6 ans, son père l'emmena au sommet du Galdhøpiggen, le point culminant de la Norvège et de la Scandinavie.

### Alpinisme
En 1988, Göran Kropp gravit sa première montagne d'importance, le pic Lénine à 7 134 mètres d'altitude sur la frontière entre le Kirghizistan et le Tadjikistan. Kropp et ses compagnons y parviennent en un temps record de 10 jours. En 1989, il souhaite monter le Cho Oyu, mais n'en obtient pas la permission. À la place, il se rend en Amérique du Sud et grimpe l'Iliniza Sur (5 266 m), le Cotopaxi (5 897 m), l'Illimani (6 300 m), le Huayna Potosi (6 095 m) et l'Illampu (6 520 m). Puis, en 1990, avec une expédition suédoise, lui et Rafael Jensen gravissent la Tour de Mustagh (7 273 m) au Pakistan. Ce sommet est l'un des 7 000 les plus difficiles du Karakoram et leur ascension fut la quatrième de cette montagne.
En 1991, Göran Kropp est de retour dans le même massif, pour tenter le Jengish Chokusu (7 439 m) dans l'Est du Kirghizistan. En compagnie de Mats Dahlin, il réalise une tentative ; néanmoins Dahlin renonce, se sentant mal. Kropp poursuit et atteint seul le sommet, avec un mal de tête sévère. En 1992, Kropp obtient finalement le permis de gravir le Cho Oyu. En préparation, Kropp grimpe avec Dahlin à Chamonix. Lors d'une ascension à l'aiguille Verte, une pierre tombe du haut de la crête et atteint Dahlin juste en dessous du casque, au niveau de la tempe. Dahlin décède de ses blessures. Kropp décide de monter au Cho Oyu, au motif que son compagnon aurait préféré qu'il continue à grimper.
Göran Kropp part gravir le Cho Oyu. Il s'y rend en voiture, en conduisant tout le long vers le Népal. Au sommet, il place le piolet de Dahlin et une photo de celui-ci dirigée vers l'Everest.

### Voyage à l'Everest
Le 16 octobre 1995, Göran Kropp démarre un voyage de 13 000 km à vélo de Suède vers l'Himalaya. Il traverse l'Europe de l'Est et l'Asie avec 100 kg de bagages. Il arrive au camp de base en avril 1996. Il y laisse son vélo et reste au camp le temps de l'acclimatation. Le 1er mai, seul et sans sherpa, il entame son ascension. Le 3 mai, à moins d'une heure du sommet, se sentant trop fatigué pour pouvoir redescendre en toute sécurité, il fait demi-tour.
Il revient au camp de base. Il rencontre Rob Hall et son groupe, qui sont pris une semaine plus tard dans la tempête du 10 mai au cours de laquelle meurent huit alpinistes. Kropp réussit finalement son ascension le 23 mai. Jon Krakauer, l'auteur de Tragédie à l'Everest qui relate le drame du 10 mai, exprime son admiration pour Göran Kropp non seulement pour la réussite de son voyage, mais aussi pour avoir eu la sagesse de faire demi-tour si près du sommet.
Le 25 mai, Kropp est de retour au camp de base. Il dort quelques heures puis reprend le trajet partiellement à vélo jusqu'en Suède.
Grâce à cet exploit, Kropp vit ensuite confortablement en donnant des conférences et des exposés en lien avec la pratique sportive et le leadership.

### Controverses
Au début des années 2000, Göran Kropp et Ola Skinnarmo tentent de rejoindre le pôle Nord à ski sans assistance. Durant cette expédition, Kropp tue un ours polaire qui les suivait. Cela entraîne des accusations de braconnage par Jan Guillou dans la presse suédoise. Kropp poursuit l'auteur pour diffamation mais perd son procès. Kropp abandonne l'expédition à cause d'engelures à un pouce.
La même année, l'éditeur de l'autobiographie de Göran Kropp est condamné pour diffamation. Il était poursuivi par Michael Trueman qui dirigeait une expédition en 1996 sur l'Everest. Kropp aurait mélangé le nom de Trueman avec celui de Mike Burns et aurait fait de fausses allégations sur le personnage de Trueman. Le livre est interdit au Royaume-Uni.

### Mort
Le 30 septembre 2002, Göran Kropp meurt des suites d'une blessure à la tête après une chute de 20 m. Il faisait l'ascension de la voie Air Guitar 5.10a avec Erden Eruç près de la coulée des Français à Vantage dans l'État de Washington. Sa protection a sauté hors de la fissure et le mousqueton de la suivante a cassé. D'après le récit de Erden Eruç, Göran Kropp est mort sur le coup.